# STAG Autogas Systems
STAG Autogas Systems – marka produktów instalacji autogaz LPG i CNG; stworzona przez spółkę AC S.A. w 1999 r. w Białymstoku, w Polsce.

## Najważniejsze informacje
Nazwa STAG pochodzi od połączenia słów „sterownik autogaz”. Początkowo pod marką STAG produkowano jedynie sterowniki samochodowych instalacji gazowych. Obecnie obejmuje kompletne instalacje autogaz (m.in. sterownik, wiązka elektryczna, reduktor, wtryskiwacz, wielozawór) oraz komponenty i akcesoria niezbędne do prawidłowego montażu. Instalacja gazowa STAG w samochodzie pozwala na zmniejszenie o połowę kosztów paliwa i mniejsze zanieczyszczenie środowiska. Rozwiązania zastosowane w urządzeniach marki STAG są pionierskie na skalę światową. Szacunkowo w Polsce jeździ ponad 1 mln aut z instalacją sekwencyjną STAG, ponad 5 mln aut na świecie. Produkty marki STAG obecne są w ponad 50 krajach świata, na 6 kontynentach. Doceniane przez montażystów oraz właścicieli samochodów za jakość, uniwersalność i łatwość montażu.

## Historia
1999 r. – powstała pierwsza linia produktów do autogazu. Były to elektryczne systemy sterowania wtryskiem gazu do samochodowych instalacji gazowych (produkty E, G, W, L, 500, 100).
2004 r. – STAG 200 – rozpoczęcie produkcji współczesnych sekwencyjnych systemów. Pierwszy sterownik wtrysku gazu produkowany przez AC S.A., współpracujący z silnikami 2-6-cylindrowymi, posiadający obudowę z tworzywa sztucznego.
2005 r. – Minikit AC – pierwsze pełne zestawy instalacji gazowej oparte na nowoczesnym na ówczesne czasy STAG-200.
2006 r. – STAG 300 – produktowy następca STAG-200 udoskonalony o najnowsze dostępne komponenty elektroniczne; ponadto system został umieszczony w szczelnej aluminiowej obudowie, co zwiększyło jego bezawaryjność.
MINIKIT AC oparty na STAG-300.
2008 r. – STAG-4 – produkt o zmniejszonych rozmiarach przeznaczony do silników 4-cylindrowych.
STAG-300 plus – wyposażony w oprogramowanie z dodatkową mapą graficzną 3D, umożliwiającą precyzyjne dawkowanie wtrysku gazu w zależności od prędkości obrotowej silnika, gwarantowało spełnianie normy emisji spalin Euro 5.
MINIKIT AC oparty na STAG-4.
2009 r. – STAG 300 Premium – sterownik nowej generacji, komunikujący się z każdym samochodowym systemem OBD. Do tej pory żaden z dostępnych na rynku sterowników wtrysku gazu nie gwarantował tak pełnej integracji z fabrycznym systemem zasilania pojazdu.
Reduktor AC – pierwszy komponent mechaniczny do samochodowych instalacji gazowych własnej produkcji.
2011 r. – STAG 400 DPI model A1 – jeden z pierwszych na świecie sterowników możliwych do stosowania w silnikach benzynowych z bezpośrednim wtryskiem paliwa. Produkt wyróżniony jako Innowacyjność Technologiczna roku 2016 w trakcie III Kongresu Ekspertów Samochodowych, Produkt Roku 2015 autoEXPERT. i INPRO Award 2011.
System ISA II – autorskie rozwiązanie do kalibracji i konfiguracji sterowników.
STAG 4 PLUS – zminiaturyzowany mikroprocesorowy sterownik z bardzo dużymi możliwościami konfiguracyjnymi.
Listwa wtryskowa – homologacja na kolejny element mechaniczny własnej produkcji.
2012 r. – sterownik STAG-4 QBox wyróżniony nagrodą INPRO Award 2012.
STAG Diesel przeznaczony do samochodów z silnikiem Diesla. Otrzymał nagrodę Podlaska Marka Roku 2015 oraz INPRO Award 2013
2013 r. – sterowniki STAG QBox, STAG GoFast.
2014 r. – wtryskiwacz STAG AC W03 oraz reduktory STAG AC R02, STAG R14, STAG R01 CS.
2015 r. – powstaje Q-generacja STAG – grupa sterowników, które łączy ta sama funkcjonalność, a różni sposób montażu i mocy silnika, do których są dedykowane. Została wyróżniona nagrodą INPRO Award 2015.
2016 r. – sterownik STAG QMax Basic.
2018 r. – sterownik STAG 500 DIS – nowatorska instalacja autogaz, opatrzona wnioskiem patentowym. Produkt otrzymał nagrodę INPRO Award 2017 oraz Polski Produkt Przyszłości.